# Saint-Gorgon-Main
Saint-Gorgon-Main – miejscowość i gmina we Francji, w regionie Burgundia-Franche-Comté, w departamencie Doubs.
Według danych na rok 1990 gminę zamieszkiwało 188 osób, a gęstość zaludnienia wynosiła 24 osoby/km² (wśród 1786 gmin Franche-Comté Saint-Gorgon-Main plasuje się na 557. miejscu pod względem liczby ludności, natomiast pod względem powierzchni na miejscu 579.).